# Podocarpus idenburgensis
Podocarpus idenburgensis — вид хвойних дерев родини Podocarpaceae. Батьківщиною цього виду є Архіпелаг Бісмарка, Фіджі, Нова Гвінея та Соломонові острови.